# Фиджитал-спорт

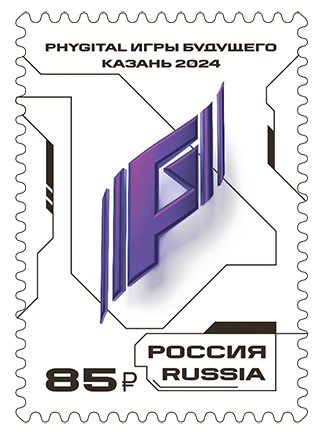
Марка России 2024 года, посвящённая «Играм будущего»

Фиджитал-спорт (англ. phygital — от digital «цифровой» + physical «физический») — вид спорта, объединяющий в себе соревнования в двух форматах: цифровом и физическом, главной задачей которого является набрать наибольшее количество очков по итогам состязаний в двух форматах. Фиджитал-спорт включает в себя соревнования как в индивидуальном, так и командном формате.

## Происхождение термина
Термин «фиджитал» является неологизмом, придуманным в 2007 году австралийской организацией Experience Design. Он объединяет в себе два слова — физический (англ. physical) и цифровой (англ. digital). Термин был создан для обозначения новых «гибридных» пространств, где реальное и виртуальное взаимодействуют, создавая среду, в которой сосуществуют люди и подключённые интерфейсы. Со временем термин стал применяться к мероприятиям, использующим комбинацию виртуальных и реальных практик. Обычно фиджитал события включают технологии для создания интерактивного, иммерсивного и вовлекающего опыта для участников.

### Описание
Соревнования в фиджитал спорте, как правило, проводятся в два этапа. В первой части спортсмены соревнуются в виртуальном аналоге игры, а во второй — в классическом виде спорта. При этом обе части состязания равноправны. В рамках цифрового этапа участники соревнуются в симуляторе или компьютерной игре, используя телефон, планшет, компьютер, игровую приставку или очки виртуальной реальности. Физический этап соревнований проводится с использованием аналогов традиционных видов спорта: футбольное поле, хоккейная коробка, баскетбольная площадка, автодром, октагон и другие. Например, команда играет первый футбольный матч в онлайн игре FIFA, а затем переходит на поле. Все забитые мячи в кибер и классическом матче суммируются. Фиджитал можно устроить практически для любого вида спорта, у которого есть виртуальная версия.

### В России
Фиджитал спорт активно развивается в России. 31 января 2023 года фиджитал был признан официальным спортом в стране. В феврале 2023 года была создана Всероссийская федерация фиджитал-спорта, и к 2024 году по всей стране было открыто более 60 филиалов организации. Первый турнир по фиджитал спорту состоялся в Казани в 2022 году. После этого там было проведено ещё девять игр в подобном формате.
Также Россия организовала международный турнир по фиджитал спорту — «Игры будущего». Считается, что эти игры были организованы для преодоления изоляции России на международной спортивной арене, возникшей после полномасштабного вторжения в Украину в 2022 году. Соревнования прошли в феврале 2024 года в Казани. В играх приняли участие более 2000 спортсменов из 277 команд. На сореванованиях было представлено более двадцати дисциплин, разделённые на пять направлений: «Спорт», «Тактика», «Стратегия», «Скорость» и «Технологии». В открытии соревнований принял участие Владимир Путин. Бюджет мероприятия составил более 6 млрд рублей. В турнире, призовой фонд которого составлял $10 млн, приняли участие многие команды первого уровня, включая PSG.LGD, Azure, Ray, Beastcoast и Entity. Среди приглашённых команд была Nigma Galaxy, которая из-за негативной реакции и призывов к бойкоту команд, участвующих в российском турнире, отказалась участвовать в «Играх будущего».
В 2025 году «Игры будущего» пройдут в Объединённых Арабских Эмиратах.